# Peperomia curtispica
Peperomia curtispica är en pepparväxtart som beskrevs av C. Dc.. Peperomia curtispica ingår i släktet peperomior, och familjen pepparväxter. Inga underarter finns listade i Catalogue of Life.